# فلاسفه بزرگ
فلاسفه بزرگ نام کتابی است که توسط آندره کرسون (فرانسوی: Andre Cresson‎؛ ۱۹۵۰–۱۸۹۶)، فیلسوف سخنران و تاریخ‌نگار اهل فرانسه نوشته شده‌است.